# Walgettosuchus woodwardi
Il walgettosuco (Walgettosuchus woodwardi) è un dinosauro carnivoro, di dubbia identità, vissuto nel Cretaceo inferiore (Albiano, circa 105 milioni di anni fa). I suoi resti fossili sono stati ritrovati in Australia.

## Classificazione
Tutto ciò che si conosce di questo dinosauro è parte di una vertebra caudale, ritrovata nella formazione Griman Creek, nel Nuovo Galles del Sud. Questa vertebra, lunga poco più di 6 centimetri, è stata inizialmente descritta da Fredrich von Huene nel 1932 come appartenente al genere Megalosaurus (M. woodwardi). Questo genere, per molti anni, è stato una sorta di "cestino dei rifiuti" in cui venivano inclusi numerosi resti frammentari di grandi dinosauri carnivori, spesso non strettamente imparentati fra loro. Lo stesso Huene ridescrisse il materiale come appartenente a un nuovo genere, Walgettosuchus. In ogni caso, il fossile è troppo frammentario per essere attribuito a un gruppo preciso di dinosauri teropodi. Walgettosuchus è stato da alcuni considerato un sinonimo di Rapator, un altro dinosauro carnivoro del Cretaceo australiano, noto solo per un osso della zampa: ovviamente non vi è alcuna prova che i due animali fossero congenerici.